# Crișan (Tulcea megye)
Crișan község Tulcea megyében, Dobrudzsában, Romániában. A hozzá tartozó települések: Caraorman és Mila 23.

## Fekvése
A település az ország délkeleti részén található, a Duna-deltában. Közút nem vezet a községhez, a Duna Sulina-ágán hajóval érhető el, Tulcsától ötven folyami kilométerre.

## Történelem
Régi török neve Kapici, románul Capugi.

## Lakossága
A nemzetiségi megoszlás a következő:
| 2002      | 2002 | 2002   |
| --------- | ---- | ------ |
| Románok   | 921  | 65,13% |
| Lipovánok | 348  | 24,61% |
| Ukránok   | 145  | 10,25% |
| Összesen  | 1414 | 100,0% |

## Látnivalók
- Emlékmű a Sulina-ág 1856-ban elkezdett és a 20. században befejezett szabályozásának és hajózhatóvá tételének tiszteletére.